# Cathédrale de la Bienheureuse-Vierge-Marie de Southwell
La cathédrale de la Bienheureuse-Vierge-Marie, ou couramment de Southwell (anglais : Southwell Minster), est une cathédrale britannique située à Southwell, dans le Nottinghamshire, en Angleterre. Elle constitue le siège du diocèse de Southwell et Nottingham.
Southwell Minster est considérée comme un exemple remarquable de style normand et gothique anglais. Les flèches pyramidales distinctives en plomb (appelées localement bouchons rhénans ou flèches « poivrières ») particulièrement remarquables, qui chevauchent de façon unique l’empreinte des murs de la tour, sont le seul exemple du genre au Royaume-Uni.

## Historique
La première église sur le site est censée avoir été fondée en 627 par Paulin, le premier archevêque d’York, lors d’une visite à la ville au cours de laquelle il a baptisé des croyants dans le Trent. Cette légende est commémorée sur la fenêtre du baptistère de la cathédrale.
En 956, le roi Eadwig a fait cadeau d’une terre de Southwell à Oskytel, l’archevêque de York, sur laquelle fut construite une église cathédrale. Le Domesday Book normand de 1086 détaille le manoir de Southwell de façon précise, et la reconstruction normande de Southwell Minster commença en 1108, probablement comme une reconstruction progressive de l’église anglo-saxonne, à commencer (comme il était de coutume) par l’extrémité est de sorte que le grand autel puisse entrer en service dès que possible, tandis que le bâtiment saxon était démantelé au fur et à mesure qu’avançaient les travaux. La plupart des pierres de l’ancienne église saxonne ont été réutilisées dans la construction de la nouvelle église normande. Le sol en mosaïque et le tympan de la fin du XIe siècle dans le transept nord sont les seules pièces restantes de la structure saxonne initiale. Les travaux sur la nef débutèrent après 1120 et le bâtiment fut complété vers 1150.
La cathédrale a été en partie construite comme une église attachée au palais de l’archevêque de York, qui se trouvait à côté et qui est aujourd’hui en ruines. Servant de lieu de culte à l’archevêque, elle servait également d’organe collégial de science théologique, d’où sa désignation comme cathédrale. La cathédrale attire toujours son chœur de l’école voisine avec laquelle elle est associée.
En 1234, le chœur normand, trop petit, fut remplacé par un bâtiment de style gothique anglais. La salle capitulaire octogonale, construite en 1286 avec une voûte en style gothique décoré et des sculptures de feuillage naturalistes (un chef-d’œuvre de taille de pierres du XIIIe siècle comprenant plusieurs hommes verts), complète de la cathédrale. Le pupitre richement sculpté a été construit en 1350.
Durant la Réforme et la guerre civile, la cathédrale a moins souffert que beaucoup d’autres dans la Réforme anglaise car elle a fut refondée en 1543 par une loi du Parlement.
C’est à Southwell que fut capturé le roi Charles Ier pendant la guerre civile anglaise. Les combats endommagèrent gravement l’église et la nef aurait été utilisée comme écurie. Le palais voisin fut presque entièrement détruit, tout d’abord par les troupes écossaises, puis par les populations locales, la seule salle de l’archevêque restant comme une coquille en ruine. Les comptes de la cathédrale montrent qu’il fallut procéder à d’importantes réparations après cette période.
Lorsque, le 5 novembre 1711, la flèche sud-ouest fut frappée, au cours d’une terrible tempête, par la foudre, le feu qui en résulta se propagea à la nef, à la traverse et à la tour détruisant les toits, les cloches, l’horloge et l’orgue. Les réparations terminées en 1720 donnèrent un plafond plat lambrissé à la nef et aux transepts.
À l’époque victorienne, l’archidiacre Kaye fit don à la cathédrale, en 1805, du lutrin du Newstead, autrefois propriété de l’abbaye de Newstead, où il avait été jeté dans l’étang de l’abbaye par les moines afin de le sauvegarder au cours de la dissolution des monastères, avant d’être redécouvert lors de la drague du lac. En 1818, Sir Henry Gally Knight fit don de quatre panneaux en verre flamand du XVIe siècle dont il avait fait l’acquisition chez un prêteur sur gages parisien, et qui occupent maintenant la partie inférieure de la fenêtre est.
Enlevées en 1805, les flèches en poivrières, menacées d’effondrement, ne furent réérigées qu’en 1879-1881. À cette époque de restauration de grande envergure par Ewan Christian, architecte spécialisé dans les églises, le toit de la nef fut également considéré comme inadapté en raison de sa planéité et entièrement reconstruit dans sa version actuelle en pointe ; le chœur fut également redessiné et réaménagé.

## Architecture
La nef, des transepts, la tour centrale et deux tours de l’ouest de l’église romane qui ont remplacé la cathédrale saxonne demeurent une réalisation remarquable de style roman. La tour centrale de deux niveaux ornementaux la placent haut parmi les tours normandes survivantes en Angleterre. La nef est imposante, avec ses colonnes cylindriques, son triforium à large arches et une claire-voie inchangée avec des rangées de fenêtres rondes. Le chœur est de gothique anglais ; quoique relativement bas, sa réalisation est de très haute qualité. Le jubé et la salle capitulaire ont été ajoutés au XIVe siècle. La salle capitulaire polygonale et son vestibule contiennent des détails sculptés comprenant des têtes et du feuillage naturaliste inégalés en Angleterre. Datant d’environ 1500, le lutrin en laiton provient de l’abbaye de Newstead et le sanctuaire contient du verre parisien du début du XVIe siècle. On y trouve également le tombeau de l’archevêque de York Edwin Sandys (mort en 1588).

## Galerie

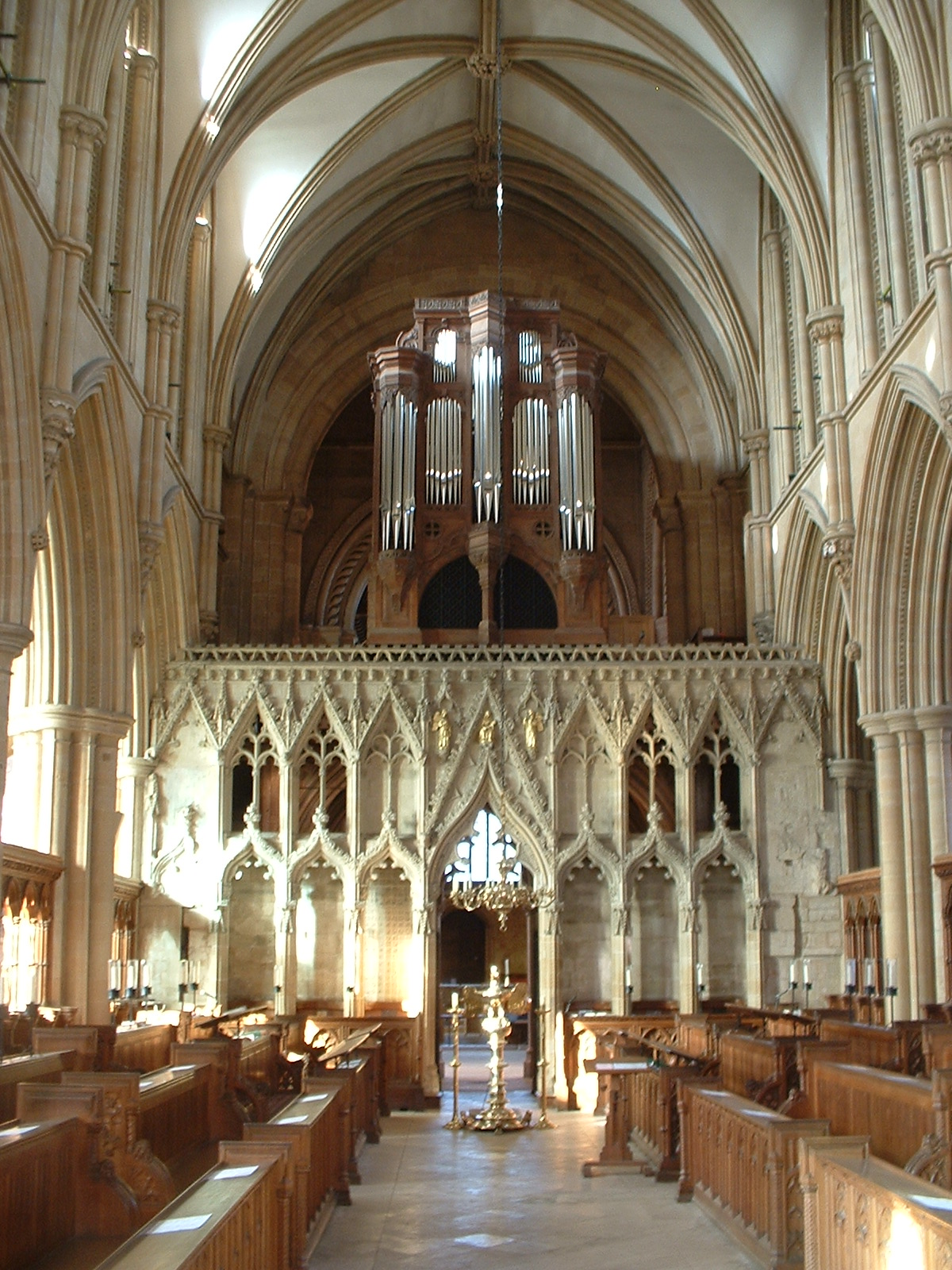
Le jubé vu du chœur
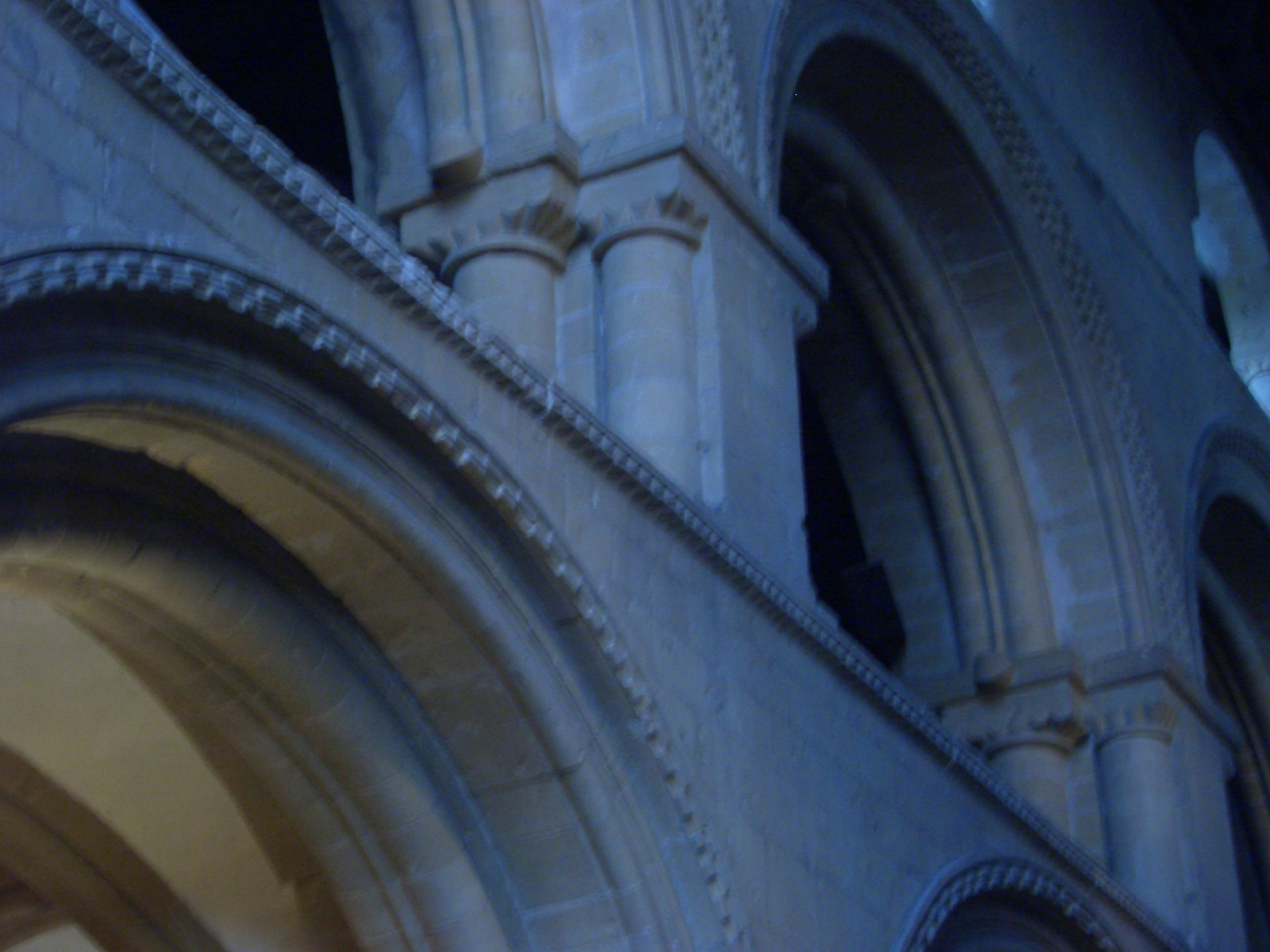
Maçonnerie
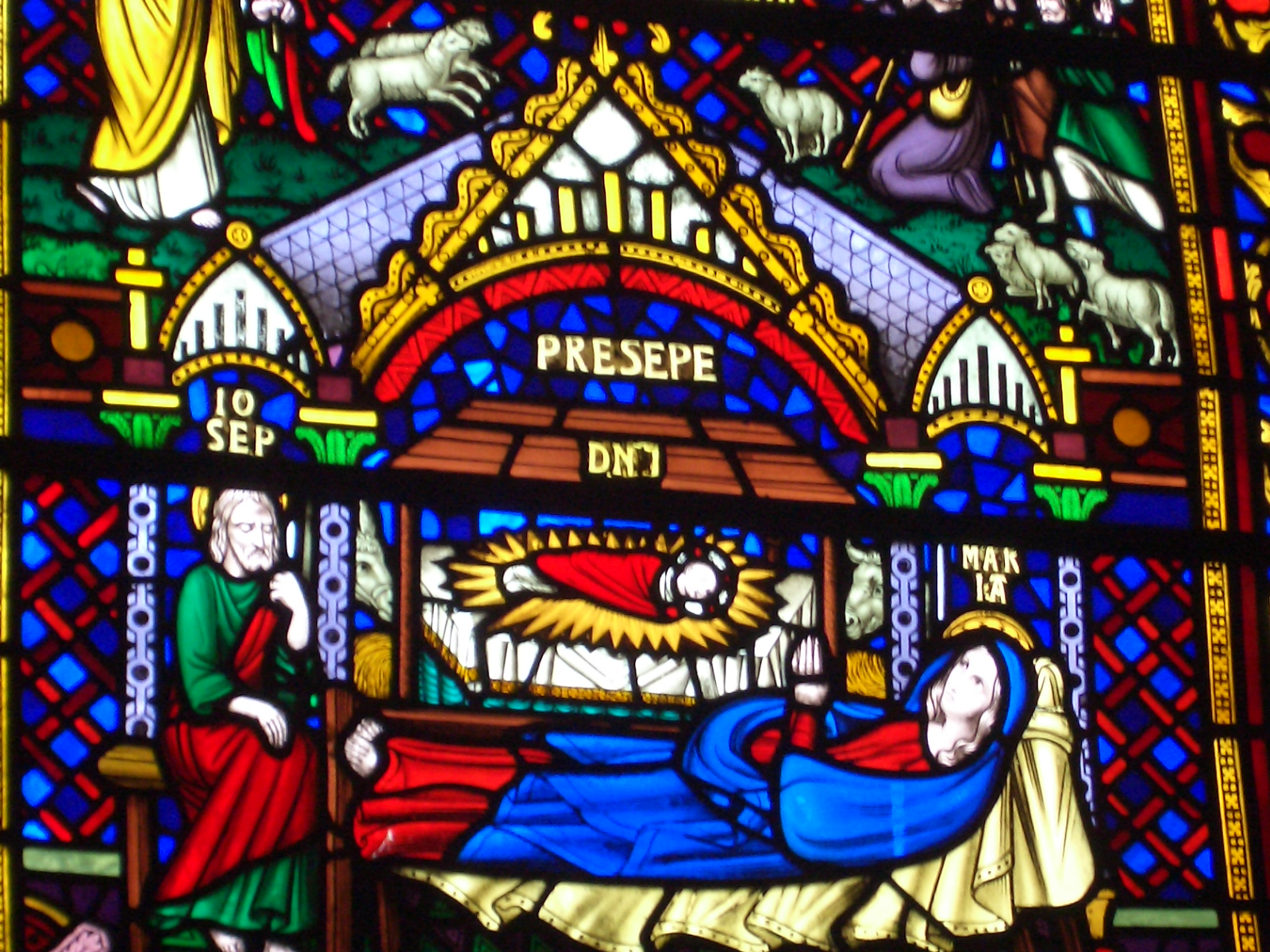
La fenêtre Presepe
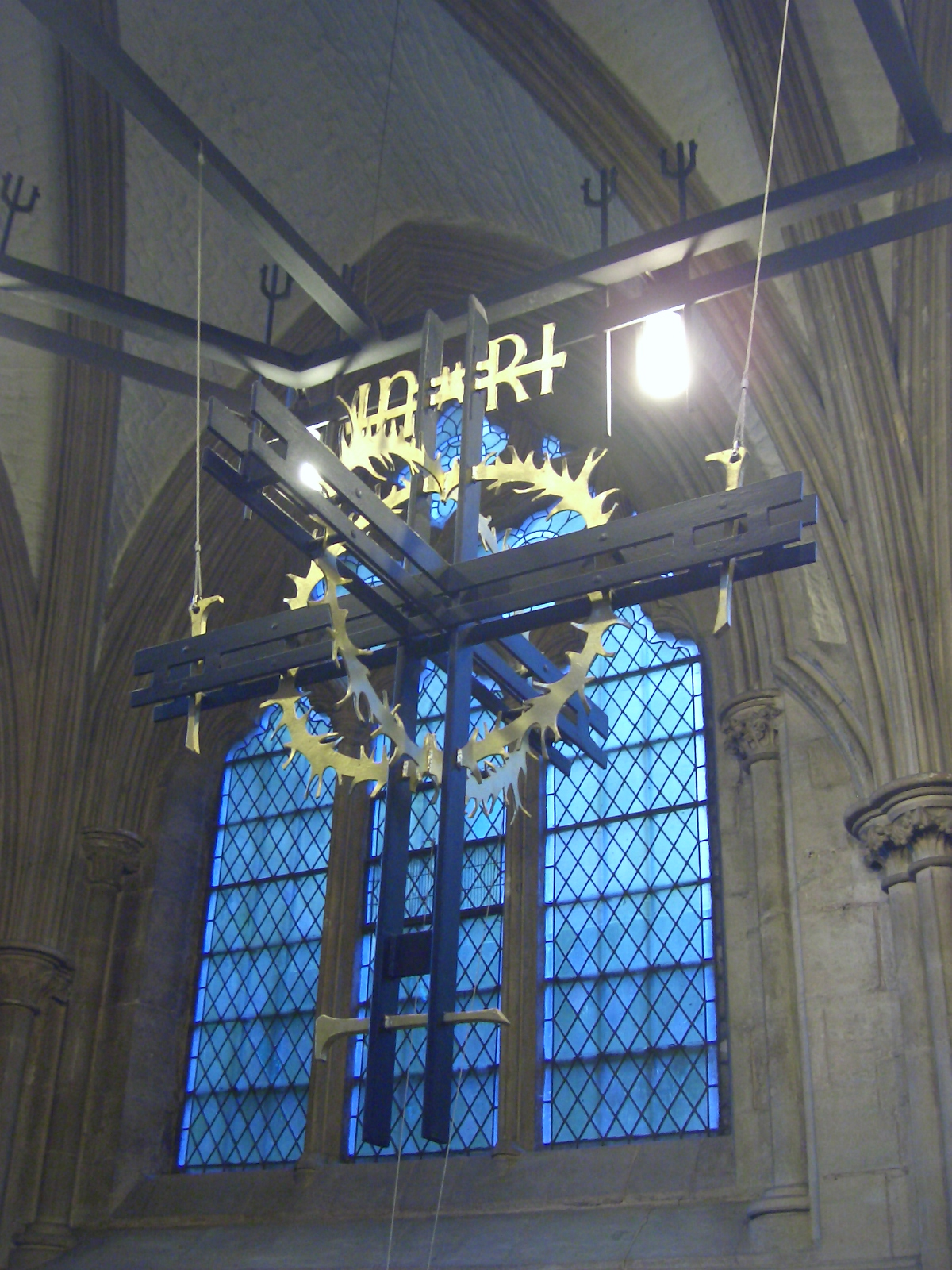
INRI
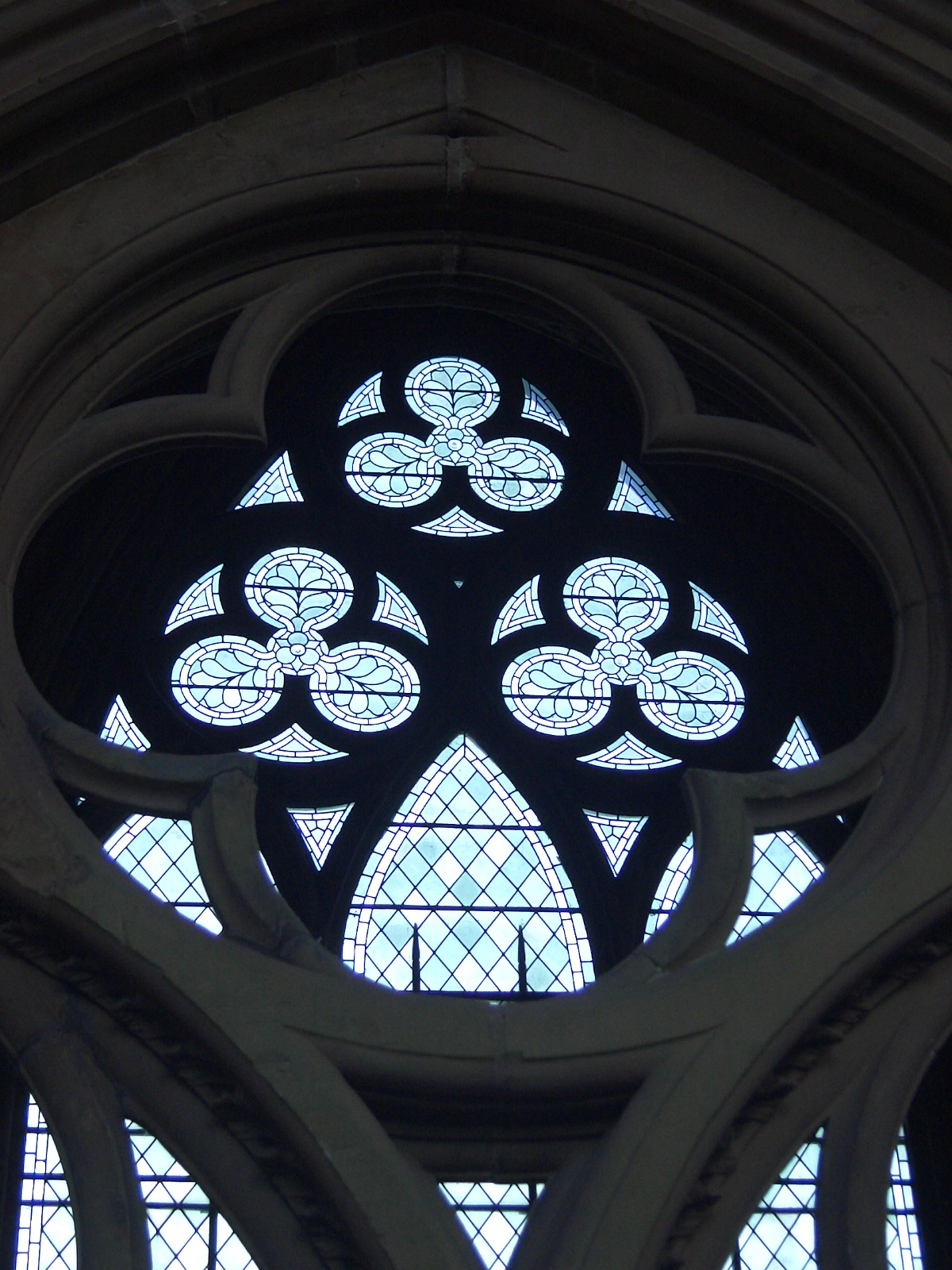
Fenêtre
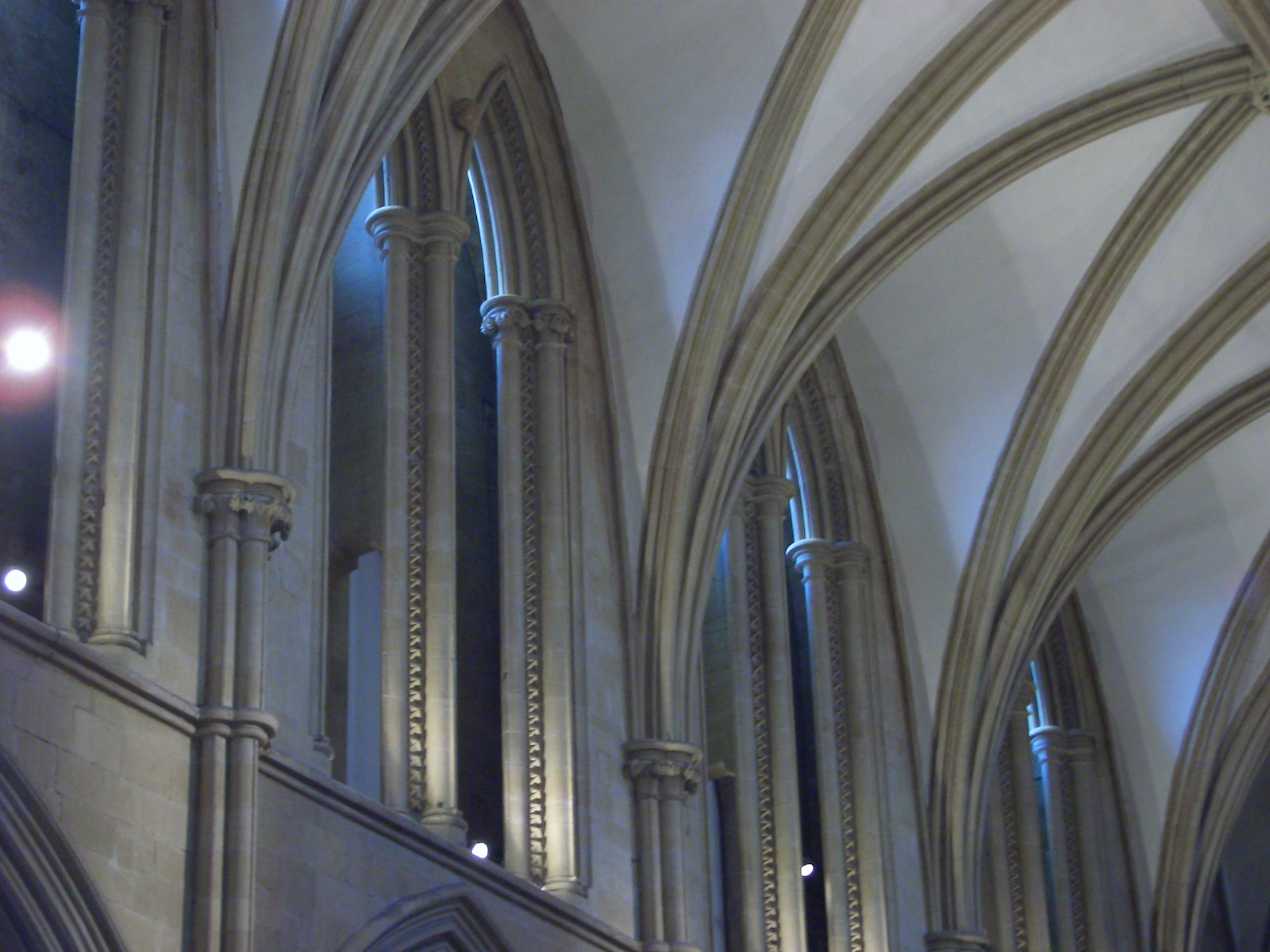
Intérieur
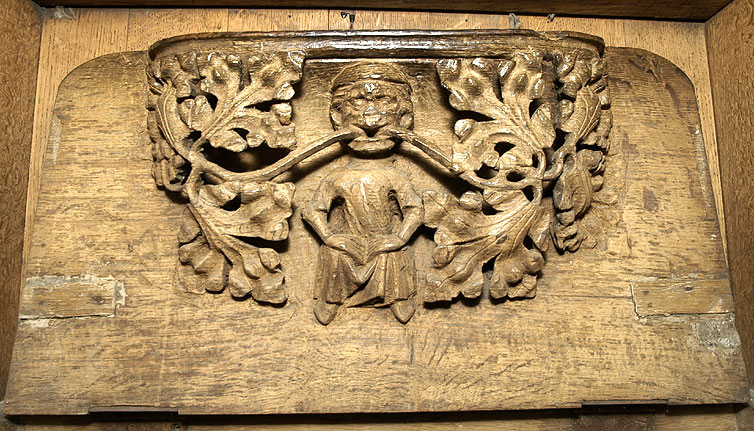
L’une des miséricordes dans le chœur
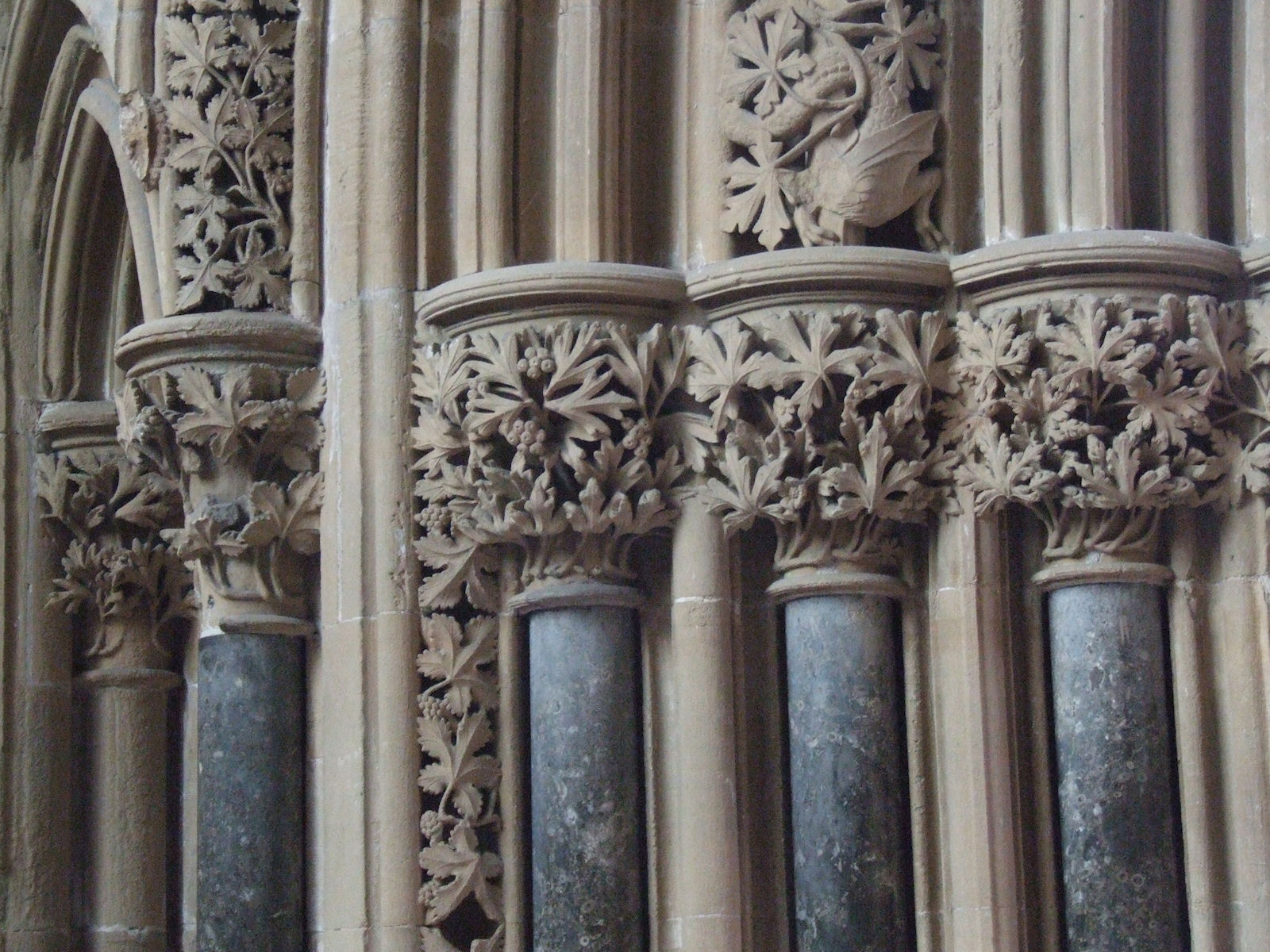
Feuillages naturalistes
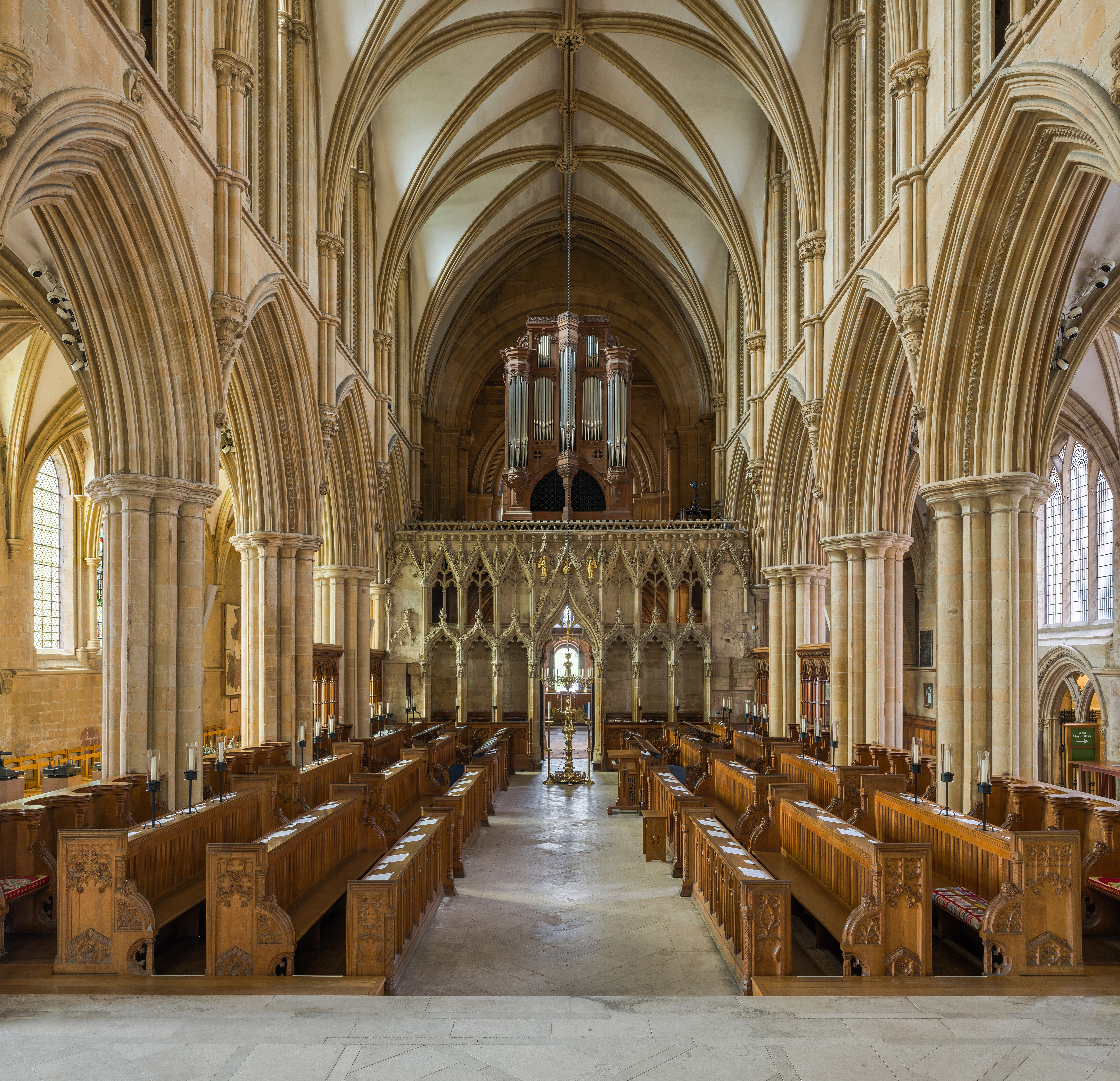
L'orgue et le jubé de le Southwell Minster. Juillet 2014.